# لیگ آزادگان ۸۶–۱۳۸۵
لیگ آزادگان ۸۶–۱۳۸۵ شانزدهمین دوره مسابقات دسته اول فوتبال ایران (جام آزادگان) می‌باشد.

## گروه الف
| رتبه | تیم                     | بازی | برد | مساوی | باخت | گل زده | گل خورده | امتیاز | توضیحات             |
| ---- | ----------------------- | ---- | --- | ----- | ---- | ------ | -------- | ------ | ------------------- |
| ۱    | پگاه گیلان(داماش گیلان) | ۲۲   | ۱۲  | ۶     | ۴    | ۲۳     | ۶        | ۴۲     | صعود به مرحله دوم   |
| ۲    | شیرین فراز کرمانشاه     | ۲۲   | ۱۱  | ۷     | ۴    | ۳۰     | ۱۱       | ۴۰     | صعود به مرحله دوم   |
| ۳    | اتکا گلستان             | ۲۲   | ۱۱  | ۵     | ۶    | ۳۴     | ۲۷       | ۳۸     |                     |
| ۴    | مقاومت مرصاد            | ۲۲   | ۹   | ۶     | ۷    | ۲۳     | ۱۶       | ۳۳     |                     |
| ۵    | هما                     | ۲۲   | ۷   | ۹     | ۶    | ۱۸     | ۱۷       | ۳۰     |                     |
| ۶    | استقلال دزفول           | ۲۲   | ۶   | ۹     | ۷    | ۱۹     | ۲۱       | ۲۷     |                     |
| ۷    | ماشین‌سازی               | ۲۲   | ۵   | ۱۱    | ۶    | ۱۲     | ۱۵       | ۲۶     |                     |
| ۸    | شهرداری تبریز           | ۲۲   | ۶   | ۷     | ۹    | ۱۴     | ۲۱       | ۲۵     |                     |
| ۹    | اکباتان                 | ۲۲   | ۶   | ۷     | ۹    | ۱۳     | ۲۴       | ۲۵     |                     |
| ۱۰   | شاهین بوشهر             | ۲۲   | ۴   | ۱۲    | ۶    | ۱۸     | ۲۲       | ۲۴     |                     |
| ۱۱   | شموشک نوشهر             | ۲۲   | ۵   | ۸     | ۹    | ۱۵     | ۲۰       | ۲۳     |                     |
| ۱۲   | کشت و صنعت              | ۲۲   | ۳   | ۷     | ۱۲   | ۱۰     | ۳۰       | ۱۶     | سقوط به لیگ دسته دو |

## گروه ب
| رتبه | تیم              | بازی | برد | مساوی | باخت | گل زده | گل خورده | امتیاز | توضیحات                                                                                               |
| ---- | ---------------- | ---- | --- | ----- | ---- | ------ | -------- | ------ | --- |
| ۱    | تراکتورسازی      | ۲۰   | ۱۱  | ۵     | ۴    | ۲۱     | ۱۶       | ۳۸     | صعود به مرحله دوم                                                                                     |
| ۲    | شهرداری بندرعباس | ۲۰   | ۹   | ۷     | ۴    | ۲۷     | ۱۴       | ۳۴     | صعود به مرحله دوم                                                                                     |
| ۳    | سرخپوشان دلوار   | ۲۰   | ۹   | ۶     | ۵    | ۳۳     | ۱۷       | ۳۳     | |
| ۴    | تربیت یزد        | ۲۰   | ۸   | ۸     | ۴    | ۲۹     | ۲۱       | ۳۲     | |
| ۵    | شهرداری زنجان    | ۲۰   | ۷   | ۶     | ۷    | ۲۰     | ۱۷       | ۲۷     | |
| ۶    | نساجی مازندران   | ۲۰   | ۷   | ۶     | ۷    | ۲۶     | ۲۶       | ۲۷     | |
| ۷    | نیروی زمینی      | ۲۰   | ۶   | ۶     | ۸    | ۲۰     | ۲۴       | ۲۴     | |
| ۸    | صنایع اراک       | ۲۰   | ۶   | ۵     | ۹    | ۲۶     | ۲۸       | ۲۳     | |
| ۹    | پیام مشهد        | ۲۰   | ۵   | ۸     | ۷    | ۱۹     | ۲۴       | ۲۳     | |
| ۱۰   | کوثر لرستان      | ۲۰   | ۶   | ۴     | ۱۰   | ۲۳     | ۲۵       | ۲۲     | |
| ۱۱   | دیهم اهواز       | ۲۰   | ۳   | ۵     | ۱۲   | ۱۵     | ۴۱       | ۱۴     | سقوط به لیگ دسته دو                                                                                   |
| ۱۲   | صنعت نفت آبادان  | ۰    | ۰   | ۰     | ۰    | ۰      | ۰        | ۰      | تیم صنعت نفت آبادان به صورت اتوماتیک با تصمیم فدراسیون فوتبال ایران به فصل ۸۷–۱۳۸۶ لیگ برتر صعود کرد. |

## گلزنان برتر
۱۱
- فرهاد خیرخواه (سرخپوشان دلوار)

| ۱۰ - متین بیگدلی (شیرین فراز کرمانشاه) ۸ - امین محتشمی (پگاه گیلان) ۶ - روح‌اله رضایی (مقاومت) - سعید پیرتندیب (استقلال دزفول) - علی حداد (شموشک نوشهر) ۵ - علی مبینی (مقاومت) - قاسم سلمانی (اتکا) | ۱۱ - فرهاد خیرخواه (سرخپوشان دلوار) ۹ - حمیدرضا خدمتکاری (شهرداری بندرعباس) ۸ - عباس اسدی (شهرداری زنجان) ۷ - بهروز پاک‌نیت (شهرداری اراک) - محمد سهیمی (پیام مشهد) - اصغر نادعلی (نساجی مازندران) - بهادر عبدی (سرخپوشان دلوار) |

## مرحله دوم

### بازی رفت
| تراکتورسازی | ۱ – ۲ | شیرین فراز |
| ----------- | ----- | ---------- |
|             |       |            |

| شهرداری بندرعباس | ۰ – ۰ | پگاه گیلان |
| ---------------- | ----- | ---------- |
|                  |       |            |

### بازی برگشت
| شیرین فراز | ۲ – ۱ | تراکتورسازی |
| ---------- | ----- | ----------- |
|            |       |             |

| پگاه گیلان | ۲ – ۰ | شهرداری بندرعباس |
| ---------- | ----- | ---------------- |
|            |       |                  |

- تیم‌های پگاه گیلان و شیرین فراز کرمانشاه به لیگ برتر صعود کردند.